# Ронде ван Оверэйссел 2024
70-й выпуск Ронде ван Оверэйссел — шоссейной однодневной велогонки по дорогам Нидерландов. Гонка прошла 4 мая 2024 года в рамках Европейского тура UCI 2024 (категория 1.2) и Кубка Нидерландов. Победу одержал австралийский велогонщик Деклан Трезисе.

## Участники
| UCI ProTeam- TDT-Unibet UCI Continental Teams (16)- Volkerwessels Cycling Team - BEAT Cycling Club - Development Team dsm-firmenich PostNL - Diftar Continental Cycling Team - Metec-Solarwatt p/b Mantel - Parkhotel Valkenburg - Israel Premier Tech Academy - AC Sparta Praha - Ara-Skip Capital - ATT Investments - Novapor Speedbike - Team BridgeLane - Lotto Kern-Haus PSD Bank - Team Storck-Metropol Cycling - Universe Cycling Team - Team Ecoflo Chronos Любительские, клубные или региональные команды (7)- WV De IJsselstreek - Dutch Food Valley Cycling Team - OWC & AWV de Zwaluwen - Sensa-Kanjers voor Kanjers - UWTC De Volharding - WV de Hanzerenners - Houttec Cycling Team |
| |

## Маршрут
После старта маршрут проходит через Твенте, Вехтдале и Салланде. На 35-м километре необходимо преодолеть Танкенберг рядом с Ольдензалем, где на вершине заработаны первые очки в турнирной таблице. Затем маршрут пройдёт через Россум в Отмарсум, где состоится спринт на Куиперберге, а также по старой трассе NK. После Туббергена в Алмело равнинный участок Вайтемансландена. Затем гонщики пройдя через Твентеранд попадают к новому холму на трассе — Хоге Хексел. Затем группа отправится к Даарле, после чего холмы снова будут быстро сменять друг друга. Лемелерберг (премиум-спринт), санаторий Лаан, через Хеллендорн до Холтерберга (премиум-спринт). Финал гонки начинается с подъёма на Маркелозеберг (премиум-спринт) и сложных поворотов на камнях Стоккума. Финиш в Рейссене в этом году находится прямо в деревне, на улице Маркелосевег.

## Ход гонки
Гонку открыли Чил Шультен и Макс Нихуис, которые ехали вместе на четыре минуты впереди. Шультен сохранил приз за боевой дух и выиграл спринтерскую классификацию. На финише победитель предыдущих двух гонок Кун Вермелтфорт не смог преодолеть сопротивление в спринте и произрал победителю Деклану Трезисе и занявшему второе место — Одесу Когуту.

## Результаты
| \| Генеральная классификация \| Генеральная классификация \| Генеральная классификация \| Генеральная классификация \| Генеральная классификация \| \| Гонщик \| Гонщик \| Команда \| Время \| \| \| ------------------------- \| ------------------------- \| -------------------------- \| ------------------------- \| ------------------------- \| \| 1-й \| Деклан Трезисе \| ARA-Skip Capital \| 4ч 41' 04 \| \| \| 2-й \| Одес Когут \| Israel-Premier Tech \| + 0 \| \| \| 3-й \| Кун Вермелтфорт \| VolkerWessels Cycling Team \| + 0 \| \| |                 |                            |           |
| |                 |                            |           |
| Источник: ProCyclingStats |                 |                            |           |
| Генеральная классификация |                 |                            |           |
| Гонщик | Гонщик          | Команда                    | Время     |
| 1-й | Деклан Трезисе  | ARA-Skip Capital           | 4ч 41' 04 |
| 2-й | Одес Когут      | Israel-Premier Tech        | + 0       |
| 3-й | Кун Вермелтфорт | VolkerWessels Cycling Team | + 0       |